# Umut Özkirimli
 (mars 2024).
La mise en forme du texte ne suit pas les recommandations de Wikipédia : il faut le « wikifier ».
Les points d'amélioration suivants sont les cas les plus fréquents. Le détail des points à revoir est peut-être précisé sur la page de discussion.
- Les titres sont pré-formatés par le logiciel. Ils ne sont ni en capitales, ni en gras.
- Le texte ne doit pas être écrit en capitales (les noms de famille non plus), ni en gras, ni en italique, ni en « petit »…
- Le gras n'est utilisé que pour surligner le titre de l'article dans l'introduction, une seule fois.
- L'italique est rarement utilisé : mots en langue étrangère, titres d'œuvres, noms de bateaux, etc.
- Les citations ne sont pas en italique mais en corps de texte normal. Elles sont entourées par des guillemets français : « et ».
- Les listes à puces sont à éviter, des paragraphes rédigés étant largement préférés. Les tableaux sont à réserver à la présentation de données structurées (résultats, etc.).
- Les appels de note de bas de page (petits chiffres en exposant, introduits par l'outil «  Source ») sont à placer entre la fin de phrase et le point final[comme ça].
- Les liens internes (vers d'autres articles de Wikipédia) sont à choisir avec parcimonie. Créez des liens vers des articles approfondissant le sujet. Les termes génériques sans rapport avec le sujet sont à éviter, ainsi que les répétitions de liens vers un même terme.
- Les liens externes sont à placer uniquement dans une section « Liens externes », à la fin de l'article. Ces liens sont à choisir avec parcimonie suivant les règles définies. Si un lien sert de source à l'article, son insertion dans le texte est à faire par les notes de bas de page.
- La présentation des références doit suivre les conventions bibliographiques. Il est recommandé d'utiliser les modèles {{Ouvrage}}, {{Chapitre}}, {{Article}}, {{Lien web}} et/ou {{Bibliographie}}. Le mode d'édition visuel peut mettre en forme automatiquement les références.
- Insérer une infobox (cadre d'informations à droite) n'est pas obligatoire pour parachever la mise en page.

Pour une aide détaillée, merci de consulter Aide:Wikification.
Si vous pensez que ces points ont été résolus, vous pouvez retirer ce bandeau et améliorer la mise en forme d'un autre article.
Umut Özkırımlı, né le 18 novembre 1970 à Ankara est un politologue turc spécialiste du nationalisme.

## Biographie
Umut Özkırımlı nait à Ankara, en Turquie. Après avoir terminé ses études secondaires au Lycée Saint-Joseph d'Istanbul d'Istanbul, il fréquente l'Université de Boğaziçi. Il obtient un master à la London School of Economics and Political Science et son doctorat à l'Université d'Istanbul. Il enseigne en tant que professeur associé au département des relations internationales de l'Université Bilgi d'Istanbul, et enseigne l'histoire contemporaine de la Turquie au Centre d'études sur le Moyen-Orient de l'université de Lund, en Suède. Il est chercheur associé principal au Centre des Affaires Internationales de Barcelone (CIDOB) et professeur invité à l'université Ramon Llull.
La deuxième édition de son premier livre Theories of Nationalism. A Critical Introduction est publiée en avril 2010. Son deuxième livre Contemporary Debates on Nationalism: A Critical Engagement, publié en 2005, est une continuation du premier livre et se concentre sur des déclinaisons plus récentes (c'est-à-dire postmodernes, féministes et postcoloniales) du nationalisme ainsi que sur des sujets tels que la mondialisation, le cosmopolitisme, le multiculturalisme. Le troisième livre, Tormented by History: Nationalism in Greece and Turkey, co-écrit avec Spyros Sofos, est une étude comparée des nationalismes grec et turc. Özkırımlı est également le directeur de publication de Nationalism and its Futures et, avec Ayhan Aktar et Niyazi Kizilyurek, de Nationalism in the Troubled Triangle: Cyprus, Greece and Turkey.
En 2020, une chercheuse postdoctorale de l'Université de Lund, Pınar Dinç, accuse Özkırımlı de harcèlement sexuel et de traque à travers ses publications sur les réseaux sociaux. Özkırımlı a poursuivi Dinç en justice ; un tribunal suédois l'a reconnue coupable de trois des accusations et lui a infligé une amende, tout en jugeant également que Dinç avait raison de dénoncer Özkırımlı comme harceleur. En 2023, Özkırımlı publie l'essai, Cancelled: The Left Way Back from Woke, une critique de la cancel culture et du wokisme,.

## Publications
- (en) Umut Özkırımlı et Arus Yumul, « Reproducing the nation: `banal nationalism’ in the Turkish press. », Media, Culture & Society, vol. 22, no 6,‎ 2000, p. 787-804. (DOI 10.1177/016344300022006005)
- (en) Umut Özkırımlı, Theories of Nationalism. A Critical Introduction, New York, St. Martin's Press, 2000, XI-253 p. (ISBN 0-312-22942-9)
- (en) Umut Özkırımlı, « The nation as an artichoke? A critique of ethnosymbolist interpretations of nationalism », Nations and Nationalism, vol. 9, no 3,‎ 2003, p. 339-355 (DOI 10.1111/1469-8219.00100)
- (en) Umut Özkırımlı, Contemporary Debates on Nationalism: A Critical Engagement, Bloomsbury Publishing, 2005, 240 p. (ISBN 9780333947739)
- (en) Umut Özkırımlı et Steven Grosby, « Nationalism theory debate: the antiquity of nations? », Nations and Nationalism, vol. 13, no 3,‎ 2007, p. 523–537 (DOI 10.1111/j.1469-8129.2007.00297.x)
- (en) Umut Özkırımlı et Spyros Sofos, Tormented by History: Nationalism in Greece and Turkey, C Hurst & Co Publishers Ltd, 2008, 220 p. (ISBN 1-85065-899-4).
- (en) Umut Özkırımlı, « The changing nature of nationalism in Turkey: Actors, discourses, and the struggle for hegemony », dans E Fuat Keyman, Ayse Kadioglu, Symbiotic Antagonisms: Competing Nationalisms in Turkey, University of Utah Press, 2011 (ISBN 9781607810315, DOI 10.1353/book41471), p. 82–100
- (en) Umut Özkırımlı (dir.), The Making of a Protest Movement in Turkey: #occupygezi, Basingstoke, UK, Palgrave Macmillan, 2014
- (en) Umut Özkırımlı, Cancelled: The Left Way Back from Woke, Cambridge, UK, and Hoboken, New Jersey, Polity, 2023 (ISBN 9781509550937)